# Dysdera
Dysdera é um género de aranhas araneomorfas da família Dysderidae. Tem distribuição natural na Europa, Norte de África, Médio Oriente e Ásia Central.

## Lista de especies
O género Dysdera inclui as seguintes espécies:
- Dysdera aberrans Gasparo, 2010
- Dysdera aciculata Simon, 1882
- Dysdera aculeata Kroneberg, 1875
- Dysdera adriatica Kulczynski, 1897
- Dysdera affinis Ferrández, 1996
- Dysdera afghana Denis, 1958
- Dysdera alegranzaensis Wunderlich, 1992
- Dysdera alentejana Ferrández, 1996
- Dysdera ambulotenta Ribera, Ferrández & Blasco, 1985
- Dysdera anatoliae Deeleman-Reinhold, 1988
- Dysdera ancora Grasshoff, 1959
- Dysdera andamanae Arnedo & Ribera, 1997
- Dysdera andreini Caporiacco, 1928
- Dysdera aneris Macías-Hernández & Arnedo, 2010
- Dysdera anonyma Ferrández, 1984
- Dysdera apenninica Alicata, 1964
- Dysdera arabiafelix Gasparo & van Harten, 2006
- Dysdera arabica Deeleman-Reinhold, 1988
- Dysdera arabisenen Arnedo & Ribera, 1997
- Dysdera argaeica Nosek, 1905
- Dysdera arganoi Gasparo, 2004
- Dysdera armenica Charitonov, 1956
- Dysdera arnoldii Charitonov, 1956
- Dysdera asiatica Nosek, 1905
- Dysdera atlantea Denis, 1954
- Dysdera atlantica Simon, 1909
- Dysdera aurgitana Ferrández, 1996
- Dysdera azerbajdzhanica Charitonov, 1956
- Dysdera baetica Ferrández, 1984
- Dysdera bandamae Schmidt, 1973
- Dysdera baratellii Pesarini, 2001
- Dysdera beieri Deeleman-Reinhold, 1988
- Dysdera bellimundi Deeleman-Reinhold, 1988
- Dysdera bernardi Denis, 1966
- Dysdera bicolor Taczanowski, 1874
- Dysdera bicornis Fage, 1931
- Dysdera bidentata Dunin, 1990
- Dysdera bogatschevi Dunin, 1990
- Dysdera borealicaucasica Dunin, 1991
- Dysdera bottazziae Caporiacco, 1951
- Dysdera breviseta Wunderlich, 1992
- Dysdera brevispina Wunderlich, 1992
- Dysdera brignoliana Gasparo, 2000
- Dysdera brignolii Dunin, 1989
- Dysdera caeca Ribera, 1993
- Dysdera calderensis Wunderlich, 1987
- Dysdera castillonensis Ferrández, 1996
- Dysdera centroitalica Gasparo, 1997
- Dysdera cephalonica Deeleman-Reinhold, 1988
- Dysdera charitonowi Mcheidze, 1979
- Dysdera chioensis Wunderlich, 1992
- Dysdera circularis Deeleman-Reinhold, 1988
- Dysdera coiffaiti Denis, 1962
- Dysdera collucata Dunin, 1991
- Dysdera concinna L. Koch, 1878
- Dysdera corfuensis Deeleman-Reinhold, 1988
- Dysdera cornipes Karsch, 1881
- Dysdera cribellata Simon, 1883
- Dysdera cribrata Simon, 1882
- Dysdera cristata Deeleman-Reinhold, 1988
- Dysdera crocata C. L. Koch, 1838
- Dysdera crocolita Simon, 1910
- Dysdera curviseta Wunderlich, 1987
- Dysdera cylindrica O. Pickard-Cambridge, 1885
- Dysdera daghestanica Dunin, 1991
- Dysdera dentichelis Simon, 1882
- Dysdera deserticola Simon, 1910
- Dysdera diversa Blackwall, 1862
- Dysdera drescoi Ribera, 1983
- Dysdera dubrovninnii Deeleman-Reinhold, 1988
- Dysdera dunini Deeleman-Reinhold, 1988
- Dysdera dysderoides (Caporiacco, 1947)
- Dysdera edumifera Ferrández, 1983
- Dysdera enghoffi Arnedo, Oromí & Ribera, 1997
- Dysdera enguriensis Deeleman-Reinhold, 1988
- Dysdera erythrina (Walckenaer, 1802)
- Dysdera espanoli Ribera & Ferrández, 1986
- Dysdera esquiveli Ribera & Blasco, 1986
- Dysdera falciformis Barrientos & Ferrández, 1982
- Dysdera fedtschenkoi Dunin, 1992
- Dysdera ferghanica Dunin, 1985
- Dysdera festai Caporiacco, 1929
- Dysdera flagellata Grasshoff, 1959
- Dysdera flagellifera Caporiacco, 1947
- Dysdera flavitarsis Simon, 1882
- Dysdera fragaria Deeleman-Reinhold, 1988
- Dysdera fuscipes Simon, 1882
- Dysdera fustigans Alicata, 1966
- Dysdera gamarrae Ferrández, 1984
- Dysdera gemina Deeleman-Reinhold, 1988
- Dysdera ghilarovi Dunin, 1987
- Dysdera gibbifera Wunderlich, 1992
- Dysdera gigas Roewer, 1928
- Dysdera gmelini Dunin, 1991
- Dysdera gollumi Ribera & Arnedo, 1994
- Dysdera gomerensis Strand, 1911
- Dysdera granulata Kulczynski, 1897
- Dysdera gruberi Deeleman-Reinhold, 1988
- Dysdera guayota Arnedo & Ribera, 1999
- Dysdera halkidikii Deeleman-Reinhold, 1988
- Dysdera hamifera Simon, 1910
- Dysdera hattusas Deeleman-Reinhold, 1988
- Dysdera helenae Ferrández, 1996
- Dysdera hernandezi Arnedo & Ribera, 1999
- Dysdera hiemalis Deeleman-Reinhold, 1988
- Dysdera hirguan Arnedo, Oromí & Ribera, 1997
- Dysdera hirsti Denis, 1945
- Dysdera hungarica Kulczynski, 1897
- Dysdera iguanensis Wunderlich, 1987
- Dysdera imeretiensis Mcheidze, 1979
- Dysdera incertissima Denis, 1961
- Dysdera incognita Dunin, 1991
- Dysdera inermis Ferrández, 1984
- Dysdera inopinata Dunin, 1991
- Dysdera insulana Simon, 1883
- Dysdera jana Gasparo & Arnedo, 2009
- Dysdera karabachica Dunin, 1990
- Dysdera kollari Doblika, 1853
- Dysdera kronebergi Dunin, 1992
- Dysdera kugitangica Dunin, 1992
- Dysdera kulczynskii Simon, 1914
- Dysdera kusnetsovi Dunin, 1989
- Dysdera labradaensis Wunderlich, 1992
- Dysdera lagrecai Alicata, 1964
- Dysdera lancerotensis Simon, 1907
- Dysdera lata Reuss, 1834
- Dysdera laterispina Pesarini, 2001
- Dysdera leprieuri Simon, 1882
- Dysdera levipes Wunderlich, 1987
- Dysdera ligustica Gasparo, 1997
- Dysdera limitanea Dunin, 1985
- Dysdera limnos Deeleman-Reinhold, 1988
- Dysdera liostetha Simon, 1907
- Dysdera littoralis Denis, 1962
- Dysdera longa Wunderlich, 1992
- Dysdera longibulbis Denis, 1962
- Dysdera longimandibularis Nosek, 1905
- Dysdera longirostris Doblika, 1853
- Dysdera lubrica Simon, 1907
- Dysdera lucidipes Simon, 1882
- Dysdera lusitanica Kulczynski, 1915
- Dysdera machadoi Ferrández, 1996
- Dysdera macra Simon, 1883
- Dysdera madai Arnedo, 2007
- Dysdera mahan Macías-Hernández & Arnedo, 2010
- Dysdera maronita Gasparo, 2003
- Dysdera martensi Dunin, 1991
- Dysdera mauritanica Simon, 1909
- Dysdera maurusia Thorell, 1873
- Dysdera mazini Dunin, 1991
- Dysdera meschetiensis Mcheidze, 1979
- Dysdera minuta Deeleman-Reinhold, 1988
- Dysdera minutissima Wunderlich, 1992
- Dysdera mixta Deeleman-Reinhold, 1988
- Dysdera montanetensis Wunderlich, 1992
- Dysdera monterossoi Alicata, 1964
- Dysdera mordax L. Koch, 1882
- Dysdera mucronata Simon, 1910
- Dysdera murphiorum Deeleman-Reinhold, 1988
- Dysdera nenilini Dunin, 1989
- Dysdera neocretica Deeleman-Reinhold, 1988
- Dysdera nesiotes Simon, 1907
- Dysdera nicaeensis Thorell, 1873
- Dysdera ninnii Canestrini, 1868
- Dysdera nomada Simon, 1910
- Dysdera nubila Simon, 1882
- Dysdera orahan Arnedo, Oromí & Ribera, 1997
- Dysdera ortunoi Ferrández, 1996
- Dysdera osellai Alicata, 1973
- Dysdera paganettii Deeleman-Reinhold, 1988
- Dysdera pamirica Dunin, 1992
- Dysdera pandazisi Hadjissarantos, 1940
- Dysdera paucispinosa Wunderlich, 1992
- Dysdera pavani Caporiacco, 1941
- Dysdera pectinata Deeleman-Reinhold, 1988
- Dysdera pharaonis Simon, 1907
- Dysdera pococki Dunin, 1985
- Dysdera pominii Caporiacco, 1947
- Dysdera portisancti Wunderlich, 1995
- Dysdera praepostera Denis, 1961
- Dysdera presai Ferrández, 1984
- Dysdera pretneri Deeleman-Reinhold, 1988
- Dysdera pristiphora Pesarini, 2001
- Dysdera punctata C. L. Koch, 1838
- Dysdera punctocretica Deeleman-Reinhold, 1988
- Dysdera raddei Dunin, 1990
- Dysdera ramblae Arnedo, Oromí & Ribera, 1997
- Dysdera ratonensis Wunderlich, 1992
- Dysdera ravida Simon, 1909
- Dysdera richteri Charitonov, 1956
- Dysdera roemeri Strand, 1906
- Dysdera romana Gasparo & Di Franco, 2008
- Dysdera romantica Deeleman-Reinhold, 1988
- Dysdera rostrata Denis, 1961
- Dysdera rubus Deeleman-Reinhold, 1988
- Dysdera rudis Simon, 1882
- Dysdera rugichelis Simon, 1907
- Dysdera rullii Pesarini, 2001
- Dysdera sanborondon Arnedo, Oromí & Ribera, 2000
- Dysdera satunini Dunin, 1990
- Dysdera scabricula Simon, 1882
- Dysdera sciakyi Pesarini, 2001
- Dysdera seclusa Denis, 1961
- Dysdera sefrensis Simon, 1910
- Dysdera shardana Opatova & Arnedo, 2009
- Dysdera sibyllina Arnedo, 2007
- Dysdera sibyllinica Kritscher, 1956
- Dysdera silana Alicata, 1965
- Dysdera silvatica Schmidt, 1981
- Dysdera simbeque Macías-Hernández & Arnedo, 2010
- Dysdera simoni Deeleman-Reinhold, 1988
- Dysdera snassenica Simon, 1910
- Dysdera soleata Karsch, 1881
- Dysdera solers Walckenaer, 1837 (probablement un Caponiidae)
- Dysdera spasskyi Charitonov, 1956
- Dysdera spinicrus Simon, 1882
- Dysdera spinidorsa Wunderlich, 1992
- Dysdera subcylindrica Charitonov, 1956
- Dysdera subnubila Simon, 1907
- Dysdera subsquarrosa Simon, 1914
- Dysdera sultani Deeleman-Reinhold, 1988
- Dysdera sutoria Denis, 1945
- Dysdera tartarica Kroneberg, 1875
- Dysdera tbilisiensis Mcheidze, 1979
- Dysdera tenuistyla Denis, 1961
- Dysdera tilosensis Wunderlich, 1992
- Dysdera topcui Gasparo, 2008
- Dysdera tystshenkoi Dunin, 1989
- Dysdera ukrainensis Charitonov, 1956
- Dysdera unguimmanis Ribera, Ferrández & Blasco, 1985
- Dysdera valentina Ribera, 2004
- Dysdera vandeli Denis, 1962
- Dysdera veigai Ferrández, 1984
- Dysdera ventricosa Grasshoff, 1959
- Dysdera vermicularis Berland, 1936
- Dysdera verneaui Simon, 1883
- Dysdera vesiculifera Simon, 1882
- Dysdera vignai Gasparo, 2003
- Dysdera vivesi Ribera & Ferrández, 1986
- Dysdera volcania Ribera, Ferrández & Blasco, 1985
- Dysdera werneri Deeleman-Reinhold, 1988
- Dysdera westringi O. Pickard-Cambridge, 1872
- Dysdera yguanirae Arnedo & Ribera, 1997
- Dysdera yozgat Deeleman-Reinhold, 1988
- Dysdera zarudnyi Charitonov, 1956
- †Dysdera dilatata Zhang, Sun & Zhang, 1994